# بخش خاوران
بخش خاوران به مرکزیت شهرقیامدشت یکی از بخش‌های شهرستان ری در استان تهران ایران است.

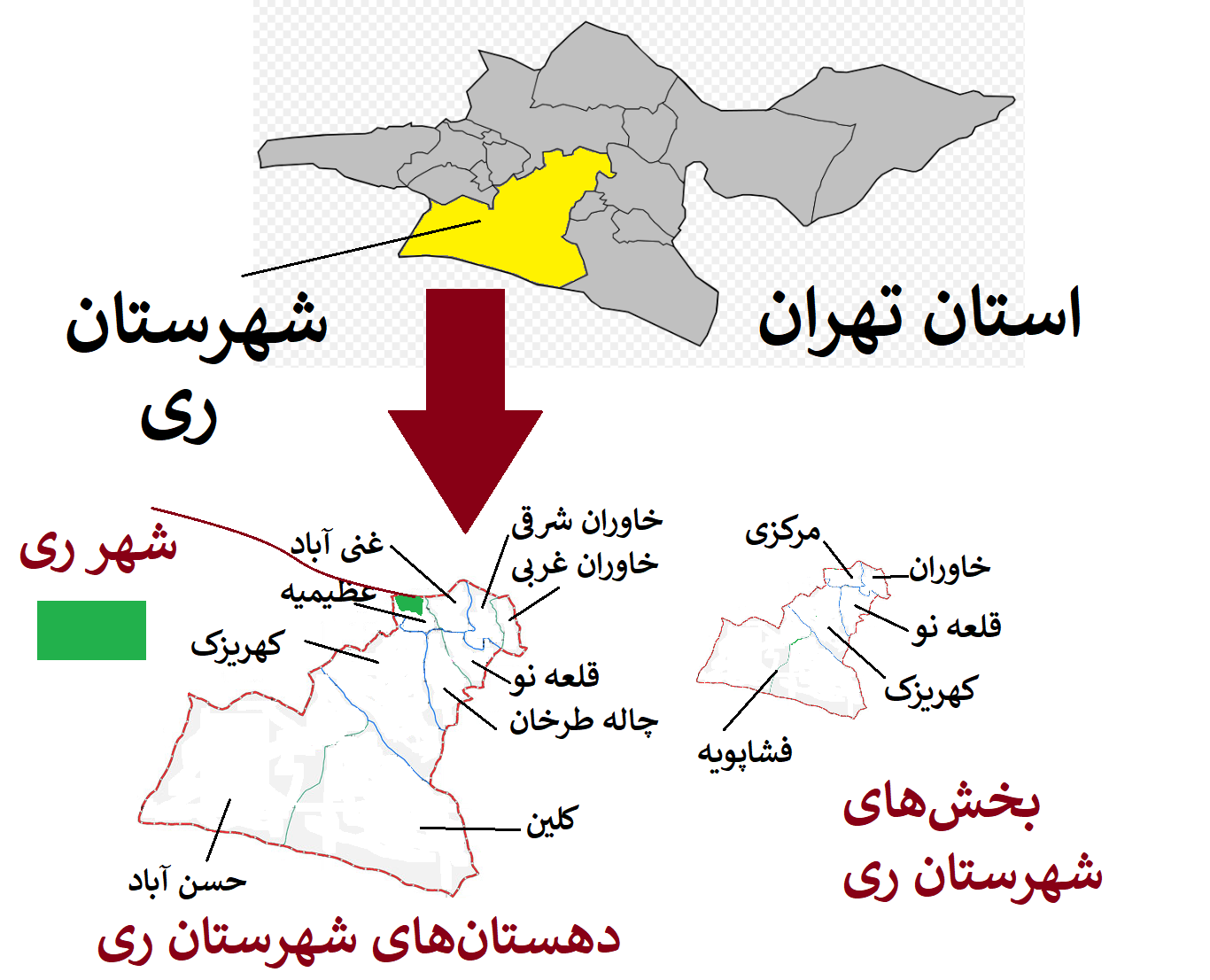
بخش‌ها و دهستان‌های شهرستان ری

## جمعیت
براساس سرشماری مرکز آمار ایران در سال ۱۳۹۵، جمعیت بخش خاوران ۴۶۷۶۵ نفر بوده‌است.

## تقسیمات کشوری
بخش خاوران از دو دهستان تشکیل شده‌است:
- دهستان خاوران شرقی
- دهستان خاوران غربی